# Полынь лечебная
Полы́нь лече́бная, или Полынь высокая (лат. Artemisia abrotanum) — многолетнее растение, полукустарник, вид рода Полынь (Artemisia) семейства Астровые (Asteraceae), происходящее из Малой Азии, Восточного Средиземноморья. В России встречается в европейской части (известно повсюду в средней полосе, но в северных районах редко), на Северном Кавказе, отмечена на юге Западной Сибири и на Алтае. Предпочитает расти у воды, на пойменных лугах, может образовывать заросли, встречается в лесах на опушках берёзовых перелесков, у жилья человека, вдоль дорог.
Тривиальные (народные) названия: укропное дерево, полынь божье-дерево, или просто божье дерево.

## Ботаническое описание

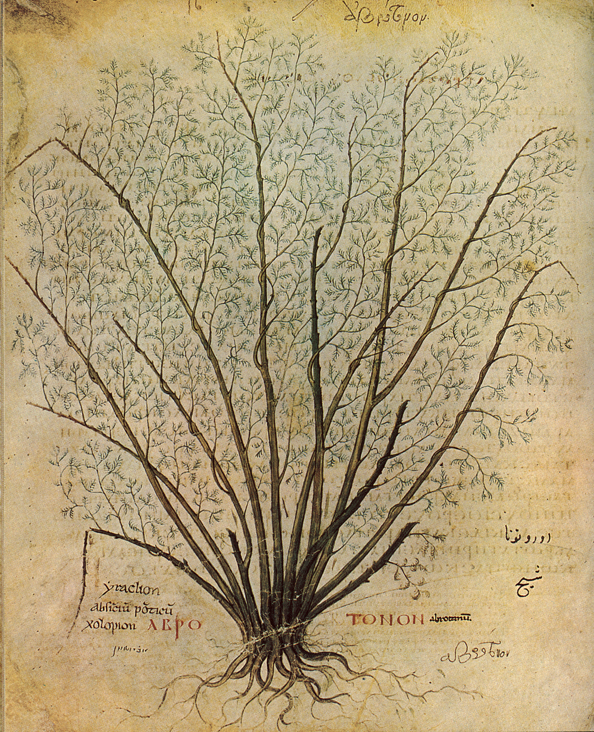
Ботаническая иллюстрация из манускрипта VI века De materia medica, копии сочинения античного врача и натуралиста Диоскорида

Высота растения от 50 до 120 см. Неветвящиеся побеги прямостоящие, деревенеющие почти целиком до самых макушек, толстые (до 1,5 см в поперечнике).
Листья сероватого цвета, сначала опушённые, со временем становятся почти голыми. Листовые пластинки дважды или трижды перисторассечённые на узкие, длинные, почти нитевидные доли (отчего выглядят ажурными). Нижние и средние стеблевые листья с черешками.
Цветки собраны в шаровидные мелкие (2—3 мм шириной) корзинки, образующие рыхлые метельчатые поникающие соцветия. Краевые женские цветки узкотрубчатые, обоеполые срединные — трубчатые. В европейской части России цветёт в июле — августе.
Плод — семянка, созревает в европейской части России в августе — октябре.

## Хозяйственное значение и применение
Растение обладает своеобразным приятным запахом, очень похожим на запах укропа, хвои и лимона, издавна использовалось как освежитель воздуха.
Содержит эфирное масло, горечь, алкалоид абротанин. Известно о лекарственном применении в гомеопатии, в виде эссенции из свежих листьев, от анемии, золотухи и других заболеваний, из корневища — при эпилепсии и туберкулезном менингите.
Декоративное растение, используется в садовой культуре.

## Применение в кулинарии
Молодые побеги пригодны для употребления в свежем виде, но только в незначительных количествах, могут использоваться для ароматизации кексов, кондитерских изделий и ликёров.
Во время высушивания листьев горечь утрачивается и приобретается характерный жгучий вкус пряности.
Высушенную траву, перетёртую в порошок, добавляют к жареному мясу за несколько минут до завершения приготовления.
Может добавляться в хлеба для придания им специфического аромата, а также использоваться для ароматизации уксусов, для сдобрения соусов и служить приправой для блюд из дичи.